# Вплив Французької революції

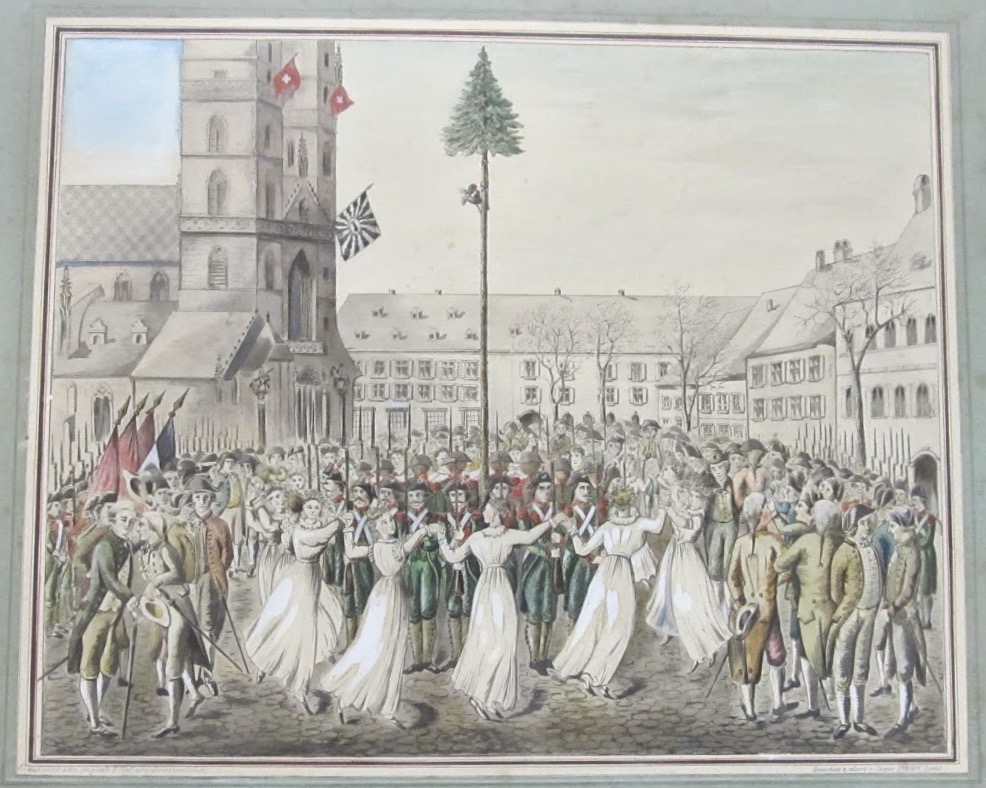
Дерево Свободи в Базелі, січень 1798 року

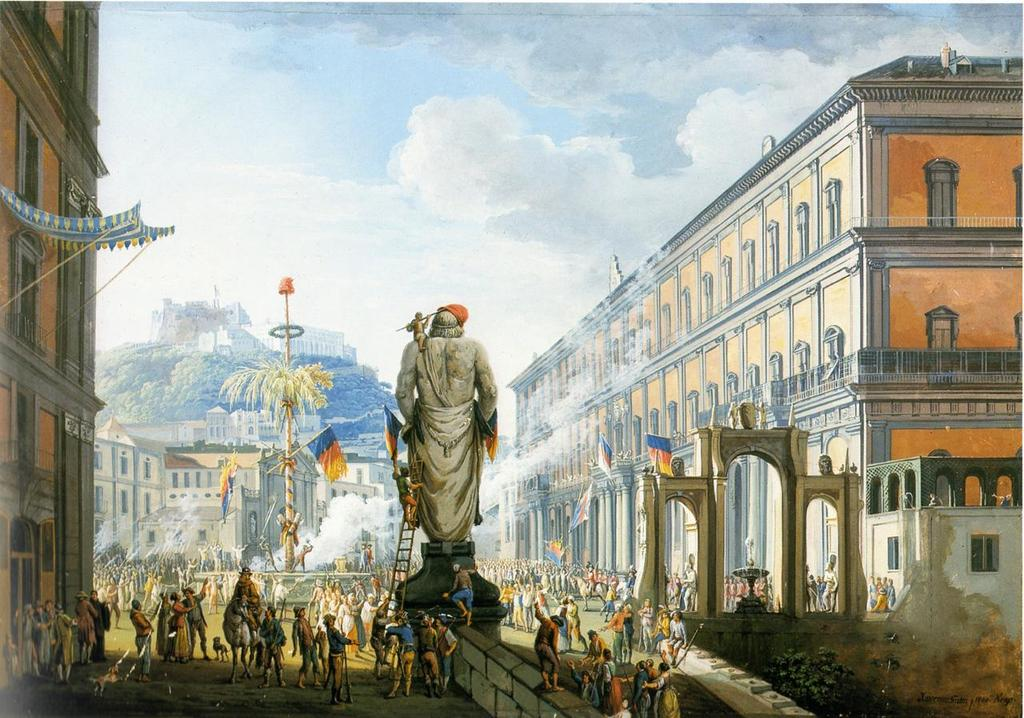
Неаполь під час Парфенопейської республіки, 1799 рік

Французька революція мала значний вплив на Європу та Новий Світ. Історики вважають Революцію однією з найважливіших подій в європейській історії. У короткостроковій перспективі Франція втратила тисячі своїх співвітчизників у вигляді емігрантів, які бажали уникнути політичної напруженості та врятувати своє життя. Дехто оселився в сусідніх країнах (головним чином у Великій Британії, Німеччині та Австрії), деякі оселилися в Росії, а багато хто також вирушив до Канади та Сполучених Штатів. Витіснення цих французів призвело до поширення французької культури, політики регулювання імміграції та безпечного притулку для роялістів та інших контрреволюціонерів, щоб пережити насильство Французької революції. Довгостроковий вплив на Францію був глибоким, формуючи політику, суспільство, релігію та ідеї протягом понад століття. Чим ближче були інші країни, тим більшим і глибшим був французький вплив, який приніс лібералізм, а також такі практики, як пряма демократія та революційний терор, а також кінець багатьох феодальних або традиційних законів і практик. Однак, існувала також консервативна контрреакція, яка перемогла Наполеона, відновила владу королів Бурбонів і певною мірою скасувала нові реформи.

Більшість нових державних утворень, створених Францією, були скасовані і повернуті довоєнним власникам у 1814 році. Однак Фредерік Артц підкреслює переваги, які італійці отримали від Французької революції:
Протягом майже двох десятиліть італійці мали чудові кодекси законів, справедливу систему оподаткування, кращу економічну ситуацію і більшу релігійну та інтелектуальну толерантність, ніж вони знали протягом століть….. Старі фізичні, економічні та інтелектуальні бар'єри були зруйновані, і італійці почали усвідомлювати свою спільну національну приналежність.
Так само і в Швейцарії Мартін оцінив довгостроковий вплив Французької революції:
Вона проголосила рівність громадян перед законом, рівність мов, свободу думки і віри; вона створила швейцарське громадянство, основу нашого сучасного громадянства, і поділ влади, про який старий режим не мав жодного уявлення; вона скасувала внутрішні тарифи та інші економічні обмеження; вона уніфікувала міри і ваги, реформувала цивільне і кримінальне право, дозволила змішані шлюби (між католиками і протестантами), заборонила тортури і покращила правосуддя; вона розвинула освіту і громадські роботи.
Найбільший вплив це мало на саму Францію. На додаток до наслідків, подібних до тих, що мали місце в Італії та Швейцарії, у Франції було запроваджено принцип правової рівності, а колись могутня і багата католицька церква була перетворена на звичайну інституцію, підконтрольну державі. Влада стала централізованою в Парижі, з його сильною бюрократією та армією, що постачалася за рахунок призову всіх молодих чоловіків. Французька політика назавжди поляризувалася — «ліві» і «праві» стали новими термінами для прихильників і противників принципів Революції.

## Вплив на Францію
Зміни у Франції були величезними; деякі з них були широко прийняті, а інші запекло оскаржувались до кінця 20 століття. До революції народ не мав ні влади, ні голосу. Королі настільки централізували систему, що більшість дворян проводили свій час у Версалі і відігравали лише невелику безпосередню роль у своїх округах. Томпсон каже, що королі «правили завдяки своєму особистому багатству, своєму покровительству дворянству, своєму розпорядженню церковними посадами, своїм провінційним губернаторам (інтендантам), своєму контролю над суддями і магістратами та своєму командуванню армією».
Після першого року революції цю владу було позбавлено. Король був підставною особою, дворяни втратили всі свої титули і більшість земель, церква втратила свої монастирі і сільськогосподарські угіддя, єпископи, судді і магістрати обиралися народом, армія була майже безпорадною, а військова влада опинилася в руках нової революційної Національної гвардії. Центральними елементами 1789 року були гасло «Свобода, рівність, братерство» та Декларація прав людини і громадянина, яку Лефевр називає «втіленням Революції в цілому».

Довгостроковий вплив на Францію був глибоким, формуючи політику, суспільство, релігію та ідеї, а також поляризуючи політику на більш ніж століття. пише історик Франсуа Олар:
З соціальної точки зору Революція полягала у знищенні того, що називалося феодальною системою, в емансипації особистості, в більшому поділі земельної власності, скасуванні привілеїв шляхетного походження, встановленні рівності, спрощенні життя…. Французька революція відрізнялася від інших революцій тим, що вона не була лише національною, бо була спрямована на благо всього людства".

## Вплив на Європу
Європу два десятиліття роздирала війна, що розгорталася навколо спроб Франції поширити свої революційні ідеали та протистояння реакційної королівської влади з членами антифранцузьких коаліцій. Наполеон врешті-решт зазнав поразки, і реакціонери захопили владу у Франції. Незважаючи на це, було багато глибоких результатів з точки зору політичних ідей та інститутів.

### Французька еміграція
Щоб уникнути політичної напруженості та врятувати своє життя, багато людей, переважно чоловіків, емігрували з Франції. Багато хто оселився в сусідніх країнах (головним чином у Великобританії, Німеччині, Австрії та Пруссії), а чимало виїхало до Сполучених Штатів. Присутність цих тисяч французів різного соціально-економічного походження, які щойно втекли з вогнища революційної активності, створила проблему для країн, які надали притулок мігрантам. Побоювання, що вони принесли з собою змову з метою підриву політичного порядку, призвели до посилення регулювання та документування припливу іммігрантів у сусідніх країнах. Тим не менш, більшість країн, таких як Великобританія, залишалися великодушними і вітали французів.

### Французькі завоювання
У зовнішніх справах французька армія спочатку була досить успішною. Вона завоювала австрійські Нідерланди (приблизно сучасна Бельгія) і перетворила їх на ще одну провінцію Франції. Вона завоювала Голландську республіку (сучасні Нідерланди) і перетворила її на маріонеткову державу. Взяла під контроль німецькі території на лівому березі Рейну і встановила там маріонетковий режим. Вона завоювала Швейцарію і більшу частину Італії, створивши низку маріонеткових держав. Це принесло Франції славу, а також вливання вкрай необхідних грошей із завойованих земель, які також забезпечували пряму підтримку французької армії. Однак вороги Франції на чолі з Великою Британією, фінансовані британською скарбницею, сформували Другу коаліцію в 1799 році (до Великої Британії приєдналися Росія, Османська імперія та Австрія). Вона здобула низку перемог, які відкинули французькі успіхи назад, і французька армія опинилася в пастці в Єгипті. Сам Наполеон прорвався через британську блокаду в жовтні 1799 року, повернувшись до Парижа.
Наполеон завоював більшу частину Італії в ім'я Французької революції в 1797-99 роках. Він об'єднав старі частини і розділив володіння Австрії. Він створив низку нових республік, доповнивши їх новими кодексами законів і скасувавши старі феодальні привілеї. Центром Цизальпійської республіки Наполеона став Мілан. Генуя стала республікою, а її внутрішні райони — Лігурійською республікою. Римська республіка була утворена з папських володінь, а сам Папа Римський був відправлений до Франції. Неаполітанська республіка була утворена навколо Неаполя, але вона проіснувала лише п'ять місяців, перш ніж ворожі сили коаліції відвоювали її.
У 1805 році він утворив Італійське королівство, призначивши себе королем, а свого пасинка — віце-королем. Крім того, Франція перетворила Нідерланди на Батавську республіку, а Швейцарію — на Гельветичну республіку. Всі ці нові країни були сателітами Франції і повинні були виплачувати Парижу великі субсидії, а також надавати військову підтримку у війнах Наполеона. Їхні політичні та адміністративні системи було модернізовано, запроваджено метричну систему, знижено торговельні бар'єри. Єврейські гетто були ліквідовані. Бельгія та П'ємонт стали невід'ємними частинами Франції.
Нові національні утворення були скасовані і повернуті довоєнним власникам у 1814 році. Однак Арц підкреслює переваги, які італійці отримали від Французької революції:
Протягом майже двох десятиліть італійці мали чудові кодекси законів, справедливу систему оподаткування, кращу економічну ситуацію і більшу релігійну та інтелектуальну толерантність, ніж вони знали протягом століть….. Старі фізичні, економічні та інтелектуальні бар'єри були знесені повсюдно, і італійці почали усвідомлювати свою спільну національну приналежність.

### Націоналізм
Отто Данн і Джон Дінвідді повідомляють: «Вже давно стало майже істиною європейської історії, що Французька революція дала великий поштовх зростанню сучасного націоналізму». Історик Карлтон Хейз підкреслював, що націоналізм є головним результатом Французької революції в усій Європі. Вплив на французький націоналізм був глибоким. Наполеон став настільки героїчним символом нації, що славу легко підхопив його племінник, який переважною більшістю голосів був обраний президентом (а згодом став імператором Наполеоном III). Вплив був великим у сотнях невеликих німецьких держав та в інших місцях, де націоналізм був або натхненний французьким прикладом, або реакцією на нього.

### Велика Британія
На початку Революції Британія підтримувала нову конституційну монархію у Франції, аж до вбивства Людовика XVI. Більшість британського істеблішменту була категорично проти революції. Британія на чолі з Піттом Молодшим очолювала і фінансувала низку коаліцій, які воювали з Францією з 1793 по 1815 рік, а усунення Наполеона Бонапарта увінчалося (тимчасовою) реставрацією Бурбонів. Едмунд Берк написав «Роздуми про революцію у Франції», памфлет, відомий своїм захистом принципу конституційної монархії; події навколо Лондонського кореспондентського товариства були прикладом гарячих часів.

### Ірландія
В Ірландії наслідком стало перетворення того, що було спробою протестантського сходження отримати певну автономію, на масовий рух, очолюваний Товариством об'єднаних ірландців, що складався як з католиків, так і з протестантів. Це стимулювало попит на подальші реформи по всій Ірландії, особливо в Ольстері. Кульмінацією цих зусиль стало Ірландське повстання 1798 року, яке було швидко придушене. Це повстання вважається основою ірландського республіканізму, що врешті-решт призвело до незалежності, поділу Ірландії та створення Ірландської республіки.

### Німеччина
Німецька реакція на Революцію коливалася від сприятливої спочатку до антагоністичної. Спочатку це принесло ліберальні та демократичні ідеї, кінець гільдій, кріпацтва і єврейських гетто. Вона принесла економічні свободи, аграрну та правову реформи. Німецькі інтелектуали святкували її початок, сподіваючись побачити тріумф Розуму та Просвітництва. Були й вороги, оскільки королівські двори у Відні та Берліні засуджували повалення короля і загрозу поширення понять свободи, рівності та братерства.
До 1793 року страта французького короля і початок терору розчарували «Bildungsbürgertum» (освічений середній клас). Реформатори казали, що вихід — у вірі в здатність німців реформувати свої закони та інститути мирним шляхом
Після того, як Росія була принижена Наполеоном, громадська думка повернулася проти Франції, що стимулювало і сформувало німецький націоналізм.
Франція взяла під свій прямий контроль Рейнську область у 1794-1814 роках і радикально та назавжди лібералізувала уряд, суспільство та економіку.
Французи змели багатовікові обмеження і запровадили безпрецедентний рівень ефективності. Хаос і бар'єри в країні, розділеній і поділеній між багатьма різними дрібними князівствами, поступилися місцем спрощеній, централізованій системі, контрольованій Парижем і керованій родичами Наполеона. Найважливіший вплив мало скасування всіх феодальних привілеїв та історичних податків, запровадження правових реформ на основі Кодексу Наполеона, а також реорганізація судової та місцевої адміністративної систем. Економічна інтеграція Рейнської області з Францією сприяла зростанню добробуту, особливо в промисловому виробництві, а бізнес прискорився завдяки новій ефективності та зниженню торговельних бар'єрів. Євреї були звільнені з гетто. Однією з негативних сторін була ворожість французьких чиновників до Римо-католицької церкви, яку обирала більшість мешканців. Значна частина Південної Німеччини відчула подібний, але більш приглушений вплив Французької революції, в той час як у Пруссії та районах на сході вплив був набагато меншим. Десятиліття потому робітники та селяни Рейнської області часто зверталися до якобінства, щоб протистояти непопулярним урядовим програмам, тоді як інтелігенція вимагала збереження Кодексу Наполеона (який залишався чинним протягом століття).

### Польща
Коли французи вторглися в Росію, Пруссію та Австрію, Наполеон створив союзну французам польську державу, відому як Герцогство Варшавське, поляки вперше за 200 років після розділів Польщі Росією, Австрією та Пруссією отримали шанс на незалежність. Це також призвело до зростання польського націоналізму, який зберігатиметься протягом 19-го і 20-го століть.

### Швейцарія
Французи вторглися до Швейцарії і перетворили її на союзника, відомого як «Гельветійська республіка» (1798-1803). Втручання в місцеве самоврядування і традиційні свободи викликало глибоке обурення, хоча деякі модернізаційні реформи були проведені. Опір був найсильнішим у більш традиційних католицьких бастіонах, а навесні 1798 року в центральній частині Швейцарії спалахнули збройні повстання. Алоїз фон Редінг, впливовий швейцарський генерал, повів проти французів 10-тисячну армію з кантонів Урі, Швіц і Нідвальден. Це призвело до того, що швейцарці відновили контроль над Люцерном, однак через чисельну перевагу французької армії рух фон Редінга був врешті-решт придушений. Французька армія придушила повстання, але підтримка революційних ідеалів неухильно знижувалася, оскільки швейцарці були обурені втратою місцевої демократії, новими податками, централізацією та ворожістю до релігії.
Нестабільність Франції призвела до створення двох різних революційних груп з різними ідеологіями повстання: Аристократи, які прагнули відновлення Старої Швейцарської Конфедерації, і частина населення, яка бажала перевороту. Крім того, Швейцарія стала полем битви між арміями Франції, Австрії та Росії. Зрештою, ця нестабільність, часті перевороти в уряді та врешті-решт Бурла-папей змусили Наполеона підписати Медальйонний акт, який призвів до падіння Гельветійської республіки та відновлення Конфедерації.

Довгостроковий вплив Французької революції був оцінений Мартіном:
Вона проголосила рівність громадян перед законом, рівність мов, свободу думки і віри; вона створила швейцарське громадянство, основу нашої сучасної національності, і поділ влади, про який старий режим не мав жодного уявлення; вона скасувала внутрішні тарифи та інші економічні обмеження; вона уніфікувала міри і ваги, реформувала цивільне і кримінальне право, дозволила змішані шлюби (між католиками і протестантами), заборонила тортури і покращила правосуддя; вона розвинула освіту і громадські роботи.

### Бельгія
Французи вторглися на територію сучасної Бельгії і контролювали її між 1794 і 1814 роками. Французи запровадили реформи та включили територію до складу Франції. Нові правителі були надіслані Парижем. Бельгійські чоловіки були призвані на французькі війни і обкладені великими податками. Майже всі були католиками, але церква зазнала репресій. Опір був сильним у кожному секторі, оскільки бельгійський націоналізм зародився, щоб протистояти французькому пануванню. Однак була прийнята французька правова система з її рівними юридичними правами та скасуванням класових відмінностей. Бельгія тепер мала урядову бюрократію, відібрану за заслугами.
Антверпен знову отримав доступ до моря і швидко розвивався як великий порт і діловий центр. Франція сприяла розвитку торгівлі і капіталізму, прокладаючи шлях для піднесення буржуазії і швидкого зростання виробництва і видобутку корисних копалин. Таким чином, в економіці дворянство занепало, тоді як середній клас бельгійських підприємців процвітав завдяки включенню до великого ринку, прокладаючи шлях до лідерської ролі Бельгії після 1815 року в промисловій революції на континенті

### Нідерланди
Франція перетворила Нідерланди на маріонеткову державу, якій довелося виплачувати великі відшкодування.

### Данія, Норвегія та Швеція
Королівство Данія (до складу якого входила Норвегія) прийняло лібералізуючі реформи відповідно до Французька революція, без прямого контакту. Данці були обізнані з французькими ідеями та погодились з ними, оскільки вони перейшли від датського абсолютизму до ліберальної конституційної системи між 1750 і 1850 роками. Зміна уряду в 1784 році була викликана вакуумом влади, що утворився, коли король Крістіан VII захворів, і влада перейшла до кронпринца (який згодом став королем Фредеріком VI) та орієнтованих на реформи землевласників. На відміну від старорежимної Франції, у Данії було інтенсифіковано аграрну реформу, скасовано кріпосне право та розширено громадянські права селян, фінанси данської держави були здоровими, а зовнішніх та внутрішніх криз не було. Тобто реформування відбувалося поступово і режим сам проводив аграрні реформи, які мали наслідком послаблення абсолютизму через створення класу незалежних селян-власників. Значною мірою ініціатива виходила від добре організованих лібералів, які керували політичними змінами в першій половині 19 століття.
У Швеції король Густав III (правив у 1771-92 роках) був освіченим деспотом, який послабив дворянство і сприяв численним великим соціальним реформам. Він вважав, що шведська монархія може вижити і процвітати, якщо досягне коаліції з новопосталими середніми класами проти дворянства. Він був близьким до короля Людовика XVI, тому відчував огиду до французького радикалізму. Тим не менш, він вирішив просувати додаткові антифеодальні реформи, щоб зміцнити свою владу серед середніх класів. Коли короля було вбито в 1792 році, його брат Карл став регентом, але реальна влада була у Густава Адольфа Ройтерхольма, який люто виступав проти Французької революції та всіх її прихильників. За короля Густава IV Адольфа Швеція приєдналася до різних коаліцій проти Наполеона, але зазнала жорстокої поразки і втратила значну частину своєї території, особливо Фінляндію і Померанію. Король був повалений армією, яка в 1810 році вирішила призначити одного з маршалів Наполеона, Бернадота, спадкоємцем і командувачем армії. Він мав якобінське походження і був добре обізнаний з революційними принципами, але приєднав Швецію до коаліції, яка виступала проти Наполеона. Бернадот служив досить консервативному королю Швеції Карлу XIV Іоанну (1818-44), а його королівство включало Норвегію, відібрану у Данії в 1814 році.

### Росія
Російська громадськість цікавилася Французькою революцією з самого початку, хоча сувора цензура, відсутність політичної активності в Росії в той час і загальна низька освіченість широких верств населення зменшили вплив революції на культурне і політичне життя, на відміну від інших країн. Лише наприкінці 19 століття Французька революція стала головною темою для обговорення в російській політиці, і всі політичні групи поділяли інтерес і увагу до неї.
Перші реакції на Французьку революцію були ворожими. Монарх Російської імперії Катерина ІІ, яка правила в той час, відреагувала на Французьку революцію з жахом. Це було примітно, враховуючи, що вона дотримувалася досить ліберальних для російського монарха поглядів і листувалася з провідними французькими інтелектуалами. Зрештою, вона відмовилася від своїх ліберальних позицій і з презирством та страхом сприйняла Революцію. Вона спалила роман Олександра Радищева «Подорож з Петербурга до Москви», написаний ним, оскільки вважала, що він небезпечно пропагує Французьку революцію, і навіть відправила Радищева на заслання до Сибіру. Радищев також раніше відкидав кріпосне право і був відомим соціальним критиком, що посилило підозрілість Катерини і двору до його персони.
Микола Федоров вважав сексуальність головною причиною Французької революції. У своїй книзі «Філософія спільної справи» він розглядав сексуальність як головну силу, що штовхає людство на революції та війни, наводячи як приклад Французьку революцію. Провідний редактор і художній критик «Нового часу» Федір Булгаков підходив до Французької революції у схожому контексті, хоча також вбачав помилкові поради і невдачу як інші часткові причини падіння французької монархії під час революції. Інші дописувачі «Нового часу» описували сексуальність, про яку згадували Федоров і Булгаков, як деструктивне явище, що з абсолютним цинізмом вражало французьке дворянство, призводячи до того, що монархи ставали жінкоподібними і сприяло їхньому падінню під час революції.

## Вплив за межами Європи

### Західна Азія та Північна Африка

#### Османська імперія
Вплив Французької революції на Близький Схід проявився у політичному та військовому впливі вторгнення Наполеона до Єгипту та Сирії, а також у подальшому впливі революційних і ліберальних ідей та революційних рухів і повстань. Що стосується вторгнення Наполеона в 1798 році, то реакція османських чиновників була вкрай негативною. Вони попередили, що традиційна релігія буде повалена. Багаторічна дружба Османської імперії з Францією закінчилася. Османські еліти були категорично проти цінностей Французької революції і вважали її матеріалістичним рухом, ворожим до всіх релігій і таким, що пропагує атеїзм. Султан Селім ІІІ одразу зрозумів, наскільки відстала його імперія, і почав модернізувати як армію, так і державну систему. У самому Єгипті правляча еліта мамлюків була назавжди витіснена, що прискорило реформи. В інтелектуальному плані безпосередній вплив ідей Французької революції був майже непомітним, але мав місце довготривалий вплив на ліберальні ідеї та ідеал правової рівності, а також поняття опозиції до тиранічного уряду. У зв'язку з цим Французька революція принесла такі впливові теми, як конституціоналізм, парламентаризм, індивідуальна свобода, правова рівність і почуття етнічного націоналізму. Вони стали реальністю близько 1876 року.

Зображуючи революцію як «неприємний випадок сифілісу», в офіційному звіті Османського Рейсу уль-Кюттаба за 1798 рік говориться, що
«Пожежа заколоту і нечестивості, що спалахнула кілька років тому у Франції, розкидаючи іскри і стріляючи полум'ям пустощів і безладу в усіх напрямках, була задумана за багато років до того в головах деяких проклятих єретиків...». Так, відомі і знамениті атеїсти Вольтер і Руссо та інші матеріалісти, подібні до них, друкували і публікували різні твори... з образами і наклепами на чистих пророків і великих королів, про усунення і скасування будь-якої релігії, і натяки на солодкість рівності і республіканізму, і все це виражалося легко зрозумілими словами і фразами, у формі насмішки, мовою простого народу. Знаходячи в цих творах насолоду новизни, більшість людей, навіть молодь і жінки, схилялися до них і звертали на них пильну увагу, так що єресь і нечестя поширювалися, як сифіліс, по артеріях їхніх мізків і розбещували їхні переконання. Коли революція стала більш інтенсивною, ніхто не ображався на закриття церков, вбивства і вигнання монахів, скасування релігії і доктрини: їхні серця були спрямовані на рівність і свободу. що остаточною основою порядку і згуртованості кожної держави є тверде розуміння коренів і гілок святого закону, релігії і вчення; що спокій землі і управління підданими не можуть бути забезпечені одними політичними засобами; що необхідність страху Божого і побоювання відплати в серцях рабів Божих є одним з непорушно встановлених божественних постановлень. . ватажки заколоту і зла, що з'явилися у Франції, безпрецедентним чином... позбавили простий народ страху Божого і побоювання відплати, узаконили всілякі огидні вчинки, повністю знищили всякий сором і пристойність і таким чином підготували ґрунт для зведення народу Франції до стану худоби... Цим вони не задовольнилися, ... свою бунтівну декларацію, яку вони називають «Права людини», вони переклали всіма мовами і опублікували у всіх частинах, і намагалися підбурювати простих людей різних націй і релігій до повстання проти королів, яким вони були підвладні".

#### Єгипет
Єгипетський ісламський вчений та історик Абд ар-Рахман аль-Джабарті (1753-1825 рр. н.е.) дотримувався суворого, пуританського тону в реакції на те, що він став свідком передових військових технологій, матеріальних наук та культурних цінностей французьких окупантів. Погляди Аль-Джабарті на революцію як провідного інтелектуала Єгипту також були безпрецедентними, що знайшло своє відображення в його позиції щодо двох великих революцій його життя: Французької революції 1789 року та ваххабітської революції 1798 року на Аравійському півострові. Аль-Джабарті перебував під глибоким впливом реформаторських ідеалів арабського руху муваххідунів та їхніх закликів до панісламського братерства, відродження минулої ісламської слави шляхом безпосереднього звернення до Святого Письма, пропаганди іджтіхаду, протистояння народним забобонам тощо. Він прихильно відгукнувся про цей рух у своїй фундаментальній праці з історії Єгипту «Аджа'іб аль-атар фі аль-тараджим валь-ахбар» («Чудова композиція біографій та подій») і висловив жаль з приводу падіння емірату Дірхійя під час ваххабітських війн. Водночас Джабарті ненавидів республіканські ідеї Французької революції, такі як егалітаризм, свобода і рівність, наполягаючи на вищості Вахі (ісламського Одкровення) над європейським раціоналізмом. Хоча він визнавав досягнення європейців у певних галузях, Джабарті твердо вірив у кінцевий тріумф ісламу над Заходом і виступав за відновлення ісламської доблесті у своїх творах

На думку Джабарті, лише Бог є законодавцем, і Французька революція порушила шаріат (ісламське право), надавши це право широким масам. У своїй праці «Таріх муддат аль-фарансіс бі-міср» («Історія періоду французької окупації Єгипту»), що описує події в Єгипті в червні-грудні 1798 року, аль-Джабарті так описує гасла і соціально-політичні цінності Французької революції: «Французи згодні з трьома релігіями:
«Французи згодні з трьома релігіями, але водночас вони не згодні ні з ними, ні з жодною релігією... їхня заява «Від імені Французької республіки і т.д.», тобто ця прокламація виходить від їхньої республіки, означає їхню внутрішню політику, бо вони не мають вождя чи султана, з яким вони всі згодні, як інші, чия функція полягає в тому, щоб говорити від їхнього імені. Бо коли шість років тому вони повстали проти свого султана і вбили його, люди одностайно вирішили, що не буде єдиного правителя, але що їхня держава, території, закони і управління їхніми справами повинні бути в руках розумних і мудрих людей з-поміж них. Вони призначили обраних ними людей і поставили їх на чолі війська, а нижче - генералів і командирів тисяч, двохсот і десятків, адміністраторів і радників, за умови, що всі вони будуть рівними і ніхто не буде вищим за іншого з огляду на рівність творіння і природи. Вони зробили це фундаментом і основою своєї системи. Це і є сенс їхнього твердження «заснований на фундаменті свободи і рівності». Їхній термін «свобода» означає, що вони не є рабами, як мамлюки; «рівність» має вищезгадане значення... Вони дотримуються такого правила: великий і малий, високий і низький, чоловік і жінка - всі рівні. Іноді вони порушують це правило відповідно до своїх примх і нахилів або міркувань. Їхні жінки не покривають себе чадрою і не мають ніякої скромності, їм байдуже, чи відкривати свої інтимні місця... Що стосується імені «Бонапарт», то це титул їхнього генерала, а не ім'я".

### Північна Америка

#### Британська Північна Америка
Преса в колонії Квебек спочатку позитивно сприйняла події Революції. Висвітлення революції в Квебеку було залежним і відображало громадську думку в Лондоні, причому преса колонії залежала від газет та передруків з журналів з Британських островів. Раннє позитивне сприйняття Французької революції зробило політично складним виправдання відмови у створенні виборчих інститутів у колонії як для британської, так і для квебекської громадськості; міністр внутрішніх справ Великої Британії Вільям Гренвілл зауважив, що навряд чи «можливо “підтримувати з успіхом” відмову “такому великому числу британських підданих у перевагах британської конституції” Урядові реформи, запроваджені Конституційним актом 1791 року, розділили Квебек на дві окремі колонії - Нижню Канаду та Верхню Канаду - та запровадили виборчі інститути в обох колоніях.
Опозиція Французькій революції в Квебеку вперше виникла з боку його духовенства, після того, як французький уряд конфіскував майно Квебекського сейму у Франції. Однак більшість духовенства Квебеку не висловлювало своєї опозиції до Революції в її перші роки, усвідомлюючи переважаючу думку в колонії на той час. Громадська думка в Квебеку почала змінюватися проти Революції після втечі у Варенн, а також коли популярні розповіді про заворушення у Франції в 1791 році дійшли до колонії. Після вересневої різанини і подальшої страти Людовика XVI в січні 1793 року представники канадського духовенства і сеньйори почали відкрито висловлювати свою незгоду проти Революції.  Зміна громадської думки також стала очевидною на першій сесії Законодавчих зборів Нижньої Канади, коли законодавчий орган проголосував проти кількох законопроектів, натхненних Французькою революцією.  До 1793 року майже всі члени Законодавчих зборів відмовилися називати себе «демократами» - терміном, який використовувався прихильниками Революції. До кінця 1793 року духовенство, сеньйори та буржуазія Канади відкрито виступали проти Революції. Подібні настрої були також серед «другого класу канадців», які вихваляли «французьку революцію за її принципи, але ненавиділи злочини, які вона породила».
Французька міграція до Канади значно сповільнилася під час і після Французької революції; лише невеликій кількості ремісників, професіоналів та релігійних емігрантів з Франції було дозволено оселитися в Канаді протягом цього періоду. Більшість цих мігрантів переїхали до Монреаля або Квебеку, хоча французький дворянин Жозеф-Женев'єв де Пюізе також очолив невелику групу французьких роялістів, щоб заселити землі на північ від Йорка (сучасне Торонто).  Приплив релігійних мігрантів з Франції пожвавив Римо-католицьку церкву в Канаді, а священики трапезної, які переїхали до колоній, відповідали за створення низки парафій по всій Канаді.

#### Сполучені Штати
Французька революція знайшла широку підтримку американців на ранній стадії, але після страти короля вона поляризувала американську думку і відіграла важливу роль у формуванні американської політики. Президент Джордж Вашингтон проголосив нейтралітет у європейських війнах, але поляризація сформувала Першу партійну систему. У 1793 році були сформовані перші «Демократичні товариства». Вони підтримали Французьку революцію після страти короля. Слово «демократ» запропонував французький посол громадянин Жене для позначення товариств, які він таємно субсидував. Нова Федералістська партія на чолі з Александром Гамільтоном почала висміювати прихильників Томаса Джефферсона як «демократів». Тепер Жене почав мобілізувати американських виборців на французькі гроші, за що був висланий президентом Вашингтоном.
Після того, як президент Вашингтон засудив ці товариства як нереспубліканські, вони зникли. У 1793 році, коли в Європі почалася війна, Республіканська партія Джефферсона надала перевагу Франції і вказала на договір 1778 року, який все ще був чинним. Вашингтон і його одностайний кабінет (включаючи Джефферсона) вирішили, що договір не зобов'язує США вступати у війну, оскільки вони перестали підтримувати Революцію після страти короля; натомість Вашингтон проголосив нейтралітет. За президента Адамса, федераліста, у 1798-99 роках відбулася неоголошена морська війна з Францією, названа «Квазі-війна». Джефферсон став президентом у 1801 році, але вороже ставився до Наполеона як до диктатора та імператора. Тим не менш, він скористався можливістю придбати Луїзіану в 1803 році.
Велика схожість, але різний досвід французької та американської революцій призвели до певної спорідненості між Францією та Сполученими Штатами, оскільки обидві країни вважають себе піонерами свободи та просувають республіканські ідеали. Цей зв'язок проявився в таких обмінах, як дарування Францією Статуї Свободи..

### Гаїті та Мексика
На заклик до модифікації суспільства вплинула революція у Франції, і як тільки надія на зміни знайшла місце в серцях гаїтянського народу, радикальні перетворення, що відбувалися, було неможливо зупинити. Ідеалів Просвітництва та початку Французької революції було достатньо, щоб надихнути Гаїтянську революцію, яка перетворилася на найуспішніше і наймасштабніше повстання рабів. Подібно до того, як французи досягли успіху в перетворенні свого суспільства, так само це зробили гаїтяни. 4 квітня 1792 року Національні збори Франції надали свободу рабам Гаїті, але відмовили їм у незалежності від Франції, що призвело до продовження гаїтянської революції, яка досягла кульмінації у 1804 році; Гаїті стала незалежною державою, що складалася виключно з вільних народів.  Діяльність революцій спричинила зміни в усьому світі. Перетворення у Франції були найвпливовішими в Європі, а вплив Гаїті поширився на всі місця, де продовжували практикувати рабство. Джон Е. Баур вшановує Гаїті як батьківщину найвпливовішої революції в історії.
Ще в 1810 році в іспанській політиці з'явився термін «ліберал» для позначення прихильників Французької революції. Це використання перейшло до Латинської Америки і активізувало рух за незалежність проти Іспанії. У дев'ятнадцятому столітті «лібералізм» був домінуючим елементом латиноамериканської політичної думки. Французькі ліберальні ідеї були особливо впливовими в Мексиці, особливо в працях Алексіса де Токвіля, Бенжамена Констана та Едуарда Рене де Лабуле. Латиноамериканська політична культура коливалася між двома протилежними полюсами: традиційним, заснованим на дуже специфічних особистих і сімейних зв'язках з родинними групами, громадами та релігійною ідентичністю, і модерним, заснованим на безособових ідеалах індивідуалізму, рівності, законних правах і секуляризмі або антиклерикалізмі. Модель Французької революції була основою для модерністської точки зору, яка була експлікована в Мексиці в працях Хосе Марії Луїса Мора (1794-1850).

У Мексиці сучасний лібералізм був найкраще виражений у Ліберальній партії, Конституції 1857 року, політиці Беніто Хуареса і, нарешті, в демократичному русі Франсіско І. Мадеро, що призвів до Революції 1911 року.

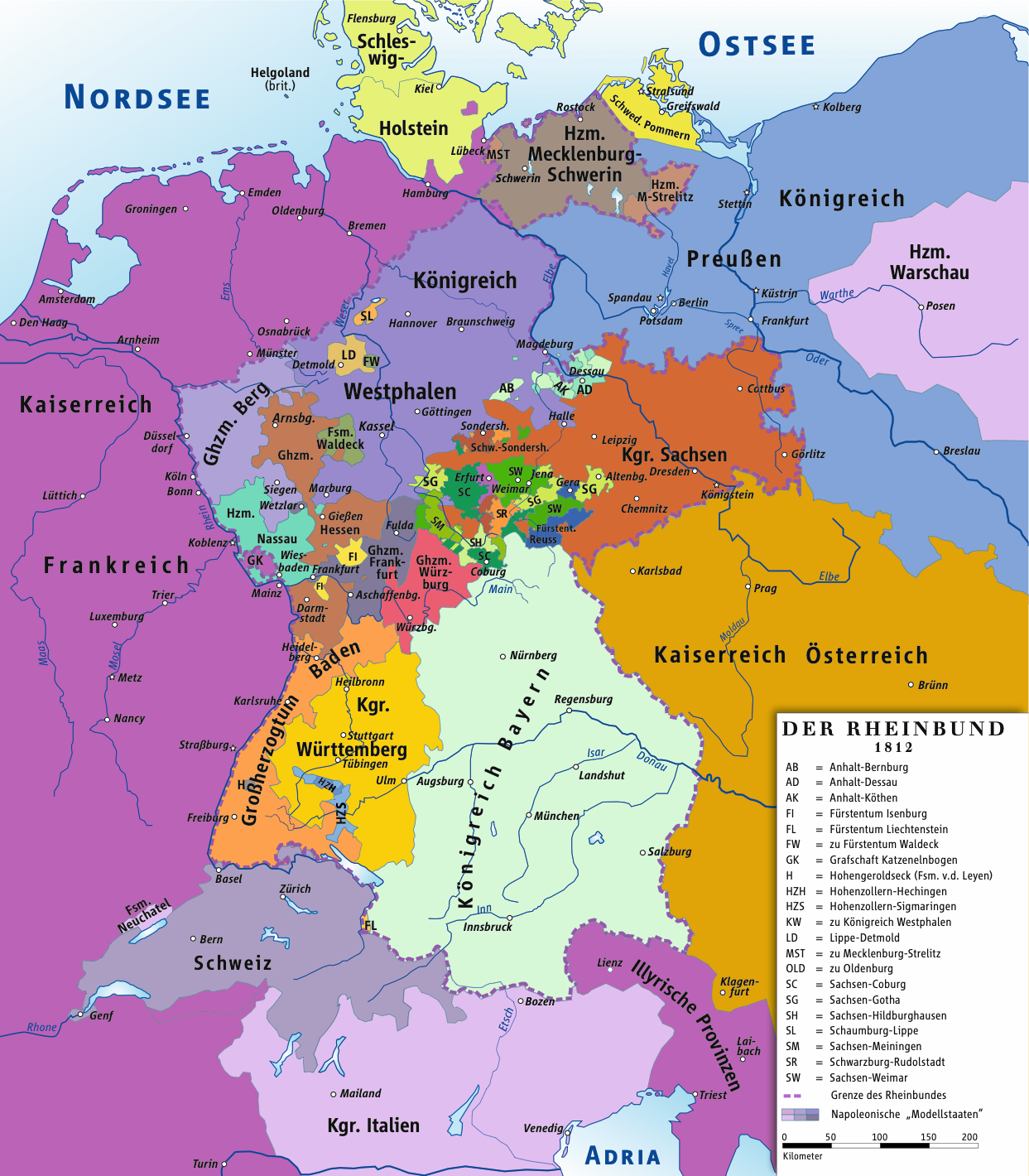
Рейнська конфедерація, що складається з держав-клієнтів під контролем Наполеона, 1806—1813 рр.; більшість німецьких держав належала, крім Пруссії (на північному сході) та Австрії (на південному сході). Текст карти німецькою мовою